# 레세보시

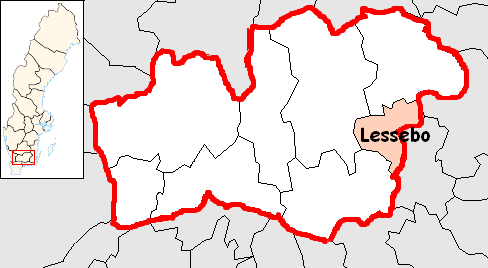
레세보 시의 위치

레세보시(스웨덴어: Lessebo kommun)는 스웨덴 크로노베리주에 위치한 지방 자치체로 행정 중심지는 레세보이며 면적은 456.34km2, 인구는 8,760명(2016년 12월 31일 기준), 인구 밀도는 19명/km2이다.

시 문장